# Evert Santegoeds
Evert Santegoeds (Helmond, 17 september 1961) is een Nederlandse roddeljournalist, televisiepresentator en publicist.

## Levensloop
Santegoeds groeide op in Dordrecht en Nijkerk. Hij volgde de havo aan het Christelijk College Nassau-Veluwe te Harderwijk.
Hij werkte voor de ziekenomroep van Harderwijk. Door een interview in 1979 leerde hij Jos Brink kennen, die hem introduceerde bij Henk van der Meyden. Uit die tijd stamt zijn eerste verhaal voor het weekblad Privé, waaraan hij jarenlang als verslaggever verbonden zou blijven. Van 1994 tot 2000 was hij hoofdredacteur van Story en sinds 2002 hoofdredacteur van Privé.
Hij verzette zich hevig tegen de Mediacode van de RVD, die het fotograferen van leden van het koninklijk huis verbiedt. Hij wekte eerder de woede van de Oranjes door de publicatie van een verhaal over de vermeende escapades van prins Willem-Alexander met een blondine in het Hilton-hotel, wat leidde tot de eerste rechtszaak door de koninklijke familie aangespannen (december 1985). Rechtszaken waren er ook over foto’s van de in aanbouw zijnde Villa Eikenhorst, de echtelijke woning van prinses Christina der Nederlanden en Jorge Guillermo

## Boeken
- 1994 - Juliana, Moeder majesteit
- 1995 - Geheime Levens (de grootste schandalen van de Nederlandse showbizz)
- 2001 - Frans Bauer – Durf te Dromen
- 2002 - Professor Pim
- 2003 - De geheime dossiers van Privé
- 2008 - Beatrix - 70 welbestede jaren
- 2009 - Juliana - 1909-2009. 100 jaar Onvergetelijk

## Televisieprogramma's
- 1995 – De 5 Uur Show, royaltyspecialist
- 1996-2000 - VIPS (Veronica), met Harry Mens als onroerendezaakexpert op jacht naar de huizen van bekende Nederlanders in Harry’s Heli
- 2001 – De Waarheid (SBS6), met Gerard Joling
- 2005 – presentatie huwelijk prins Charles en Camilla Parker Bowles (met Gerard Joling)
- 2005 – Thuis NSE, (Talpa)
- 2006 – Entertainment Live (Talpa)
- 2007 - Voetbalvrouwen (RTL 4)
- 2008-heden - Shownieuws (SBS6)
- 2009 - Shownieuws-special op 14 juli, interview Gerda Smit (moeder Jan Smit) over ex-schoondochter Yolanthe Cabau van Kasbergen: 'Alles is weg!'

- 2011 - Máxima's Wereld (SBS)

In het programma Evers staat op van Edwin Evers op Radio 538 is Santegoeds iedere woensdagochtend om kwart voor negen met het laatste shownieuws te beluisteren. Sinds 2022 maakt hij, onder de vlag van het Mediahuis Nederland de podcast 'Strikt Privé', samen met Jordi Versteegden.